# Ligne d'Orléans à Châlons
La ligne d'Orléans à Châlons est une ancienne ligne de chemin de fer, construite afin d'acheminer du ravitaillement de Nantes vers l'est de la France, dans un contexte de conflit avec l'Allemagne.
La voie est non électrifiée et quelques passages sont, en 2015, à voie unique.

## Histoire

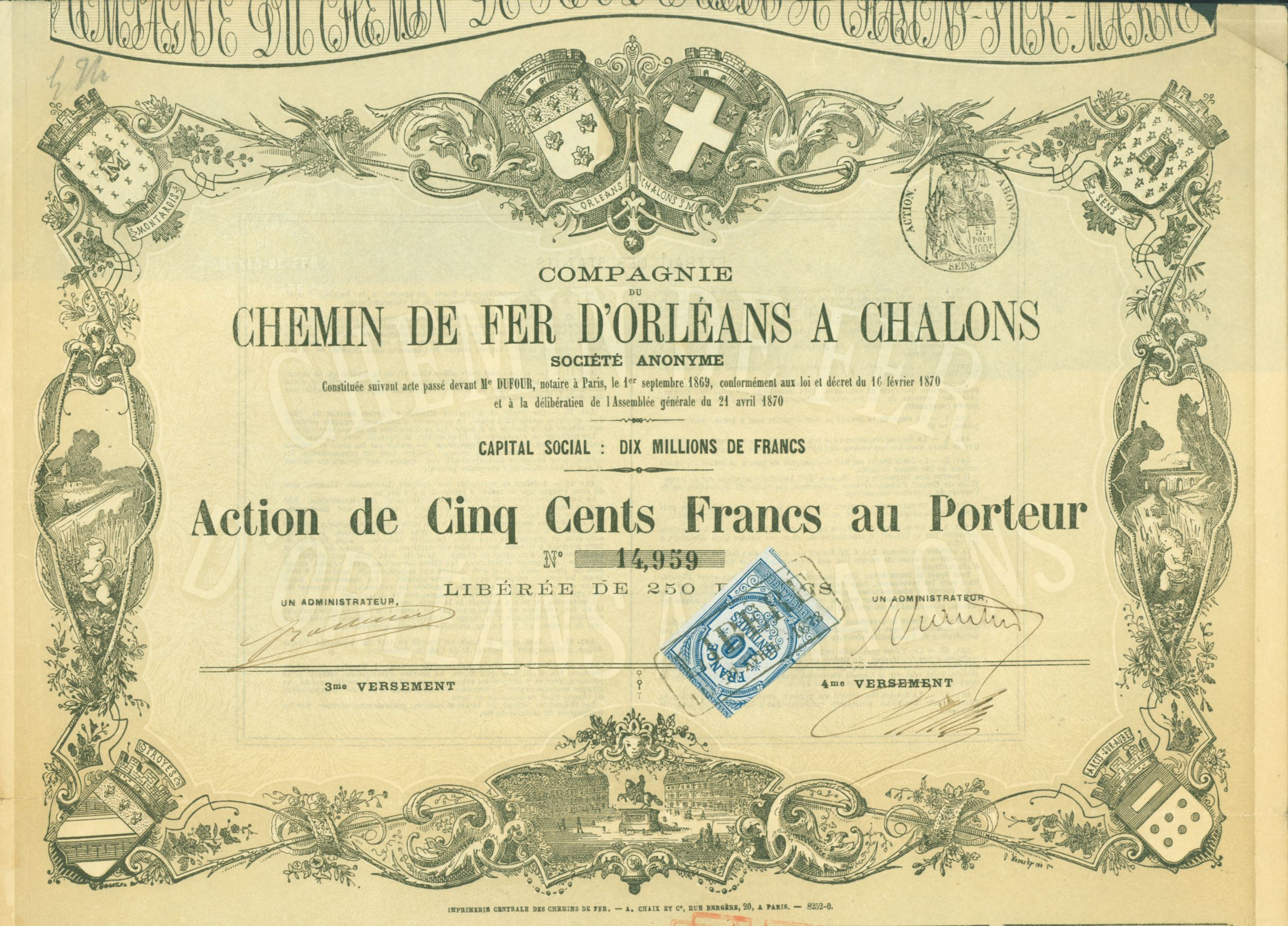
Action de la Compagnie du chemin de fer d'Orléans à Châlons S.A. en date du 21 avril 1870

La concession d'une ligne d'Orléans à Châlons fut accordée une première fois en 1864 mais la compagnie attributaire a été rapidement déchue. Les travaux ont été réalisés par une nouvelle concession accordée le 16 février 1870 à MM. Gustave de Bussierre, Armand Donon et Ludovic Tenré, sous le nom de Compagnie du chemin de fer d'Orléans à Châlons.
La Guerre franco-allemande de 1870 survient 5 mois plus tard, de juillet 1870 à janvier 1871. La ligne est mise en service entre 1873 et 1875.
Lors de sa constitution en 1878 en remplacement de compagnies déficitaires, le réseau de l'État se chargea de l'exploitation de la ligne. La voie fut doublée en 1881.
À partir de 1884, les réseaux PO, PLM et Est se chargèrent de l'exploitation des trois sections ci-dessous.
Le trafic voyageurs cessa en 1938.
La plaque sur le pont métallique sur l'Aube, au point kilométrique 52.92, indique l'année 1942, ce qui laisse probablement supposer une remise en service de la ligne au profit de l'occupant nazi, à moins que la plaque n'indique qu'un pont forgé cette année-là, mais posé des années plus tard, après la Libération.

### Section Montargis - Sens

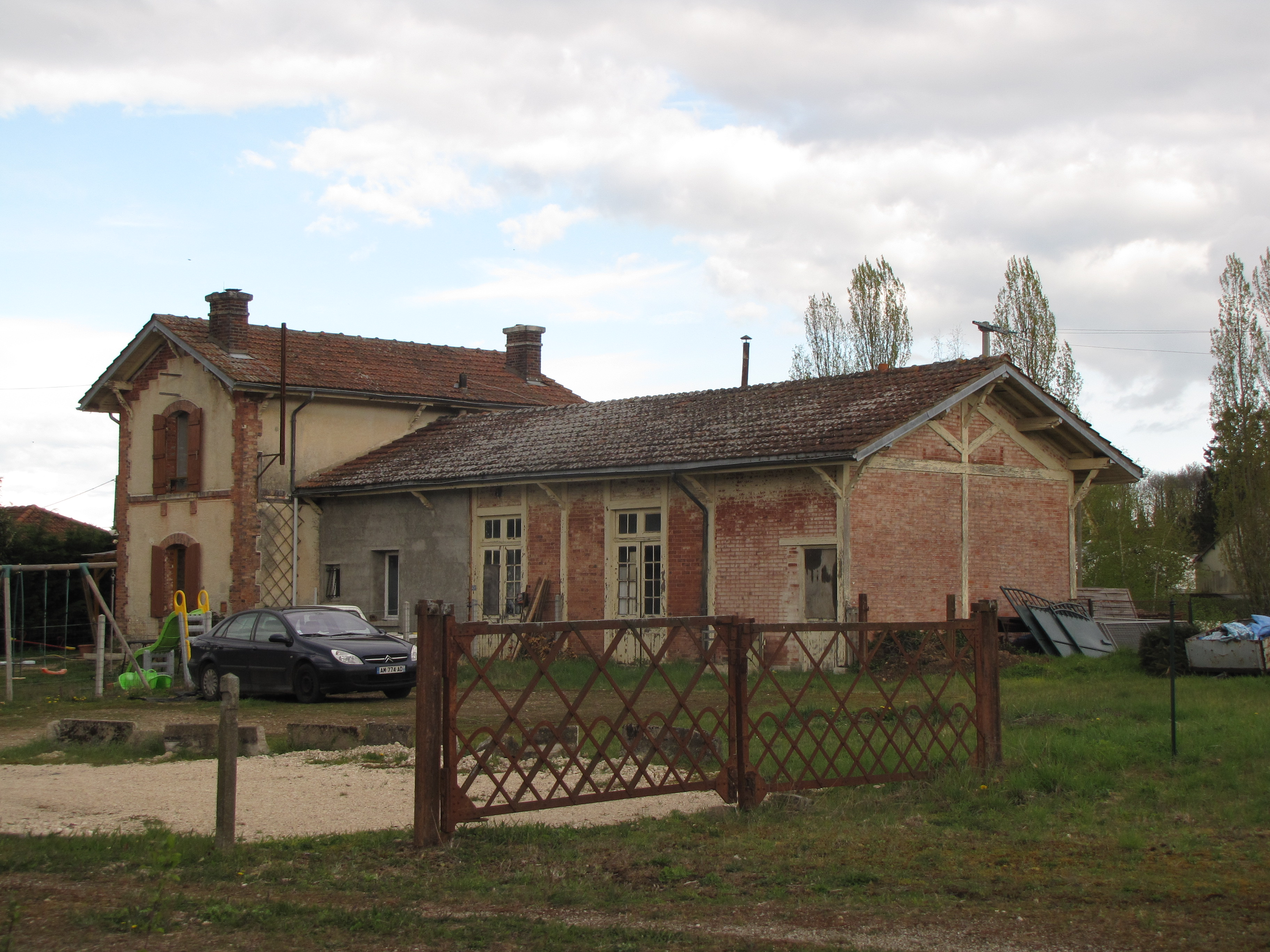
Ancienne gare de Château-Renard

## Infrastructures

### Section Sens - Châlons-en-Champagne
Le point de jonction se situe au village de Coolus, en banlieue de Châlons-en-Champagne. 

## Exploitation
Durant les années 1980, ce sont des BB 66000 qui assuraient le trafic fret entre Troyes et Sens. D'ailleurs, on parle de tronçons de la "ligne de Châlons-en-Champagne à Troyes", bien que ces tronçons soient sur la "ligne d'Orléans à Châlons", historiquement.